# Lux Æterna
«Lux Æterna» és el quarantè senzill de la banda estatunidenca Metallica, presentat com a primer de l'àlbum 72 Seasons el 28 de novembre de 2022
El títol és un llatinisme que pertany a un rèquiem utilitzat en la litúrgia cristiana que significa "llum eterna".
Va rebre diverses nominacions a premis musicals, entre les quals destaca la nominació a millor actuació de rock als Premis Grammy.
El videoclip va ser dirigit per Tim Saccenti amb la banda tocant en directe, i va ser nominat als MTV Video Music Awards de 2023, primera nominació de la banda en aquests premis en més de vint anys.

## Llista de cançons
| Núm. | Títol        | Durada |
| ---- | ------------ | ------ |
| 1.   | «Lux Æterna» | 3:25   |

## Crèdits
- James Hetfield – cantant, guitarra rítmica
- Lars Ulrich – bateria
- Kirk Hammett – guitarra principal
- Robert Trujillo – baix